# Mike Phelan
Pour les articles homonymes, voir Phelan.
Mike Phelan, né le 24 septembre 1962 à Nelson (Angleterre), est un footballeur anglais, qui évoluait au poste de milieu de terrain à Manchester United et en équipe d'Angleterre.
Phelan n'a marqué aucun but lors de son unique sélection avec l'équipe d'Angleterre en 1989. Il était l'entraîneur adjoint de Manchester United sous Sir Alex Ferguson jusqu'à l'an 2013.

## Carrière de joueur
- 1979-1985 : Burnley
- 1985-1989 : Norwich City
- 1989-1994 : Manchester United
- 1994-1995 : West Bromwich Albion  [1]

## Palmarès

### En équipe nationale
- 1 sélection et 0 but avec l'équipe d'Angleterre en 1989.

### Avec Burnley
- Vainqueur du Championnat d'Angleterre de football D3 en 1982.

### Avec Norwich City
- Vainqueur du Championnat d'Angleterre de football D2 en 1986.

### Avec Manchester United
- Vainqueur de la Coupe d'Europe des vainqueurs de coupe de football en 1991.
- Vainqueur de la Supercoupe de l'UEFA en 1991.
- Vainqueur du Championnat d'Angleterre de football en 1993 et 1994.
- Vainqueur de la Coupe d'Angleterre de football en 1990 et 1994.
- Vainqueur de la Coupe de la Ligue anglaise de football en 1992.
- Vainqueur du Charity Shield en 1990, 1993 et 1994.

## Carrière d'entraineur
- 2016-déc. 2016 :  Hull City